# Lecithocera
Lecithocera is een geslacht van vlinders uit de familie van de Lecithoceridae, die tot de microlepidoptera wordt gerekend. De wetenschappelijke naam is voor het eerst geldig gepubliceerd door Herrich-Schäffer in 1853.  Het is met meer dan 300 beschreven soorten het meest soortenrijke geslacht uit de familie Lecithoceridae, die meer dan 1.200 soorten omvat.
De typesoort is Carcina luticornella Zeller, 1839.

## Soorten
- L. abrasa Diakonoff, 1954
- L. acolasta Meyrick, 1918
- L. acribostola Diakonoff, 1967
- L. acrosphales Meyrick, 1918
- L. activata Diakonoff, 1967
- L. adelella Walker, 1864
- L. aenicta Janse, 1954
- Lecithocera affusa Meyrick, 1923
- L. alampes Turner, 1919
- L. alcestis Meyrick, 1923
- L. amphigrapta Meyrick, 1926
- L. amseli Gozmany, 1978
- L. anatolica Gozmany, 1978
- L. ancylota (Meyrick, 1894)
- L. andrianella Viette, 1968
- L. ankasokella Viette, 1968
- L. anthologella Wallengren, 1875
- L. antiphractis Meyrick, 1921
- L. anympha Meyrick, 1916
- L. argocrossa (Meyrick, 1911)
- L. asarota Meyrick, 1925
- L. aspergata Gozmany, 1973
- L. aulias Meyrick, 1910
- L. autodyas Meyrick, 1925
- L. autologa Meyrick, 1910
- L. baeopis Meyrick, 1929
- L. barbata Meyrick, 1933
- L. barbifera Meyrick, 1922
- L. bariella Viette, 1958
- L. baryoma Diakonoff, 1954
- L. biferrinella (Walker, 1864)
- L. binotata Meyrick, 1918
- L. bipunctella Snellen, 1903
- L. brachyptila Diakonoff, 1954
- L. caecilia Meyrick, 1918
- L. calochalca Gozmany, 1978
- L. cameronella Viette, 1956
- L. capnaula (Meyrick, 1911)
- L. capra Diakonoff, 1954
- L. carcinopis Meyrick, 1929
- L. cassiterota Meyrick, 1923
- L. cataenepha Gozmany, 1973
- L. caustospila Meyrick, 1918
- L. caveiformis Meyrick, 1931
- L. cinnamomea Gozmany, 1978
- L. claustrata Meyrick, 1910
- L. coleasta Meyrick, 1918
- L. combusta Meyrick, 1918
- L. compsophila (Meyrick, 1911)
- L. concinna (Turner, 1919)
- L. contracta Meyrick, 1918
- L. cordata (Meyrick, 1911)
- L. cornutella (Walker, 1864)
- L. corythaeola Meyrick, 1931
- L. cratophanes Meyrick, 1929
- L. crebrata Meyrick, 1910
- L. crypsigenes Meyrick, 1929
- L. cyamitis (Meyrick, 1904)
- L. chamela Turner, 1919
- Lecithocera chersitis Meyrick, 1918
- L. chlorogastra Meyrick, 1922
- L. chloroscia Meyrick, 1938
- L. choleroleuca Meyrick, 1931
- L. choritis Meyrick, 1910
- Lecithocera comparata Gozmany, 1978
- Lecithocera daebuensis Park & Lee, 1999
- L. decaryella Viette, 1955
- L. decorosa Diakonoff, 1967
- L. deleastra (Meyrick, 1911)
- L. deloma Durrant, 1915
- L. deltospila Meyrick, 1911
- L. desolata Meyrick, 1918
- L. dicentropa Meyrick, 1938
- L. dierli Gozmany, 1973
- L. diligens Meyrick, 1922
- L. diplosticta Meyrick, 1922
- L. dirupta Meyrick, 1923
- L. disperma (Diakonoff, 1954)
- L. dissonella (Walker, 1864)
- L. distigmatella (Zeller, 1877)
- L. docilis Diakonoff, 1967
- L. dubitans Meyrick, 1926
- Lecithocera duplicata (Gozmány, 1978)
- L. echinata Gozmany, 1978
- L. elephantopa Meyrick, 1910
- L. eludens Meyrick, 1918
- L. epigompha Meyrick, 1910
- L. epomia (Meyrick, 1905)
- L. erecta Meyrick, 1935
- L. eucharis Meyrick, 1933
- L. eumenopis Meyrick, 1914
- L. excaecata Meyrick, 1922
- L. exophthalma (Meyrick, 1911)
- Lecithocera fascimaculata Oku, 2021
- L. fascinatrix Meyrick, 1935
- L. fausta Meyrick, 1910
- L. flavicosta Gozmany, 1973
- L. flavifusa Meyrick, 1926
- L. flavipalpella (Walsingham, 1881)
- L. flavipalpis Walsingham, 1891
- L. flavofusa Gozmany, 1973
- L. formosana Shiraki
- L. fornacalis (Meyrick, 1911)
- L. fortis Meyrick, 1918
- Lecithocera fraudatrix (Gozmany, 1978)
- L. frustrata Meyrick, 1918
- L. fuscedinella (Snellen, 1901)
- Lecithocera fuscialaris Oku, 2021
- L. geraea (Meyrick, 1911)
- Lecithocera glabrata (Wu & Liu, 1992)
- L. glaphyritis Meyrick, 1918
- L. goniometra Meyrick, 1929
- L. grammophanes Meyrick, 1926
- L. graphata Gozmany, 1978
- L. haemylopis (Meyrick, 1911)
- L. hemiacma Meyrick, 1910
- L. hemitoma Diakonoff, 1954
- L. hildebrandtella Viette, 1956
- L. homocentra Meyrick, 1910
- L. hypsipola Meyrick, 1926
- L. ianthodes Meyrick, 1931
- L. ichorodes Meyrick, 1910
- L. ideologa Meyrick, 1937
- L. immobilis Meyrick, 1918
- L. improvisa Diakonoff, 1967
- L. imprudens Meyrick, 1914
- Lecithocera indigens Meyrick, 1914
- L. induta Diakonoff, 1954
- L. inepta Meyrick, 1926
- L. innotatella (Walker, 1864)
- L. insidians Meyrick, 1918
- L. integrata Meyrick, 1918
- L. iodocarpha Gozmany, 1978
- L. iresia (Meyrick, 1911)
- L. isomitra Meyrick, 1914
- L. isophanes (Turner, 1919)
- L. itrinea Meyrick, 1910
- L. jugalis Meyrick, 1918
- L. lamprodesma Meyrick, 1922
- L. lecithocerella Viette, 1956
- L. leucoceros Meyrick, 1932
- L. leucomastis Diakonoff, 1967
- L. liberalis Diakonoff, 1954
- L. linocoma Meyrick, 1916
- L. longivalva Gozmany, 1978
- L. loxophthalma Meyrick, 1934
- L. lucernata Meyrick, 1913
- L. luridella Christoph, 1882
- L. luteola Diakonoff, 1967
- L. lutescens Diakonoff, 1954
- L. luticostella Turati, 1926
- L. lycopis (Meyrick, 1911)
- L. macella Meyrick, 1918

- L. macrotoma Meyrick, 1918
- L. malacta Meyrick, 1918
- L. marginata Walsingham, 1891
- L. masoalella Viette, 1955
- L. mazina Meyrick, 1910
- L. megalopis Meyrick, 1916
- L. megalosperma Diakonoff, 1954
- L. melliflua Gozmany, 1978
- L. metacausta Meyrick, 1910
- L. meyricki (Ghesquière, 1940)
- L. micromela (Lower, 1897)
- L. mocquerysella Viette, 1955
- L. monobyrsa Meyrick, 1931
- L. myopa Meyrick, 1913
- L. nefasta Meyrick, 1916
- L. neosticta Meyrick, 1918
- L. nepalica Gozmany, 1973
- L. nephaloschema Gozmany, 1973
- L. nigrana (Duponchel, 1836)
- L. niphotricha Diakonoff, 1967
- L. nitens Diakonoff, 1954
- L. nomaditis Meyrick, 1916
- L. noseropa (Turner, 1919)
- L. nubigena (Meyrick, 1911)
- L. oblitella Felder
- L. obsignata Meyrick, 1914
- L. octonias Meyrick, 1910
- L. ochrocapna Meyrick, 1923
- L. ochrometra Meyrick, 1933
- L. officialis Meyrick, 1914
- L. omphacias Meyrick, 1910
- L. orbata Meyrick, 1910
- L. oxycona Meyrick, 1910
- L. pachyntis Meyrick, 1894
- L. pachystoma Diakonoff, 1954
- L. palpella Bradley, 1961
- L. parasema Meyrick, 1913
- L. paraulias Gozmany, 1978
- L. parenthesis Gozmany, 1973
- L. paroena (Meyrick, 1906)
- L. paroristis (Meyrick, 1911)
- L. paulianella Viette, 1955
- L. pauperella Rebel, 1916
- L. peloceros Meyrick, 1938
- L. pelomorpha Meyrick, 1931
- L. pepantica Meyrick, 1934
- L. peracantha Gozmany, 1978
- L. percnobela (Meyrick, 1911)
- L. perfida Meyrick, 1918
- L. perigypsa Meyrick, 1922
- L. perpensa Meyrick, 1918
- L. persica Gozmany, 1978
- L. perspicua Diakonoff, 1954
- L. phaeodryas Meyrick, 1931
- L. phaeoperla Gozmany, 1978
- L. phanerostoma Diakonoff, 1967
- L. phratriastis Meyrick, 1929
- L. poliocoma Meyrick, 1916
- L. polioflava Gozmany, 1978
- L. praeses Meyrick, 1919
- L. proclivis Meyrick, 1910
- L. protolyca Meyrick, 1938
- L. protoma Meyrick, 1914
- L. prudens Meyrick, 1918
- L. ptochas Meyrick, 1918
- L. purpurea Diakonoff, 1954
- L. puteolata (Meyrick, 1911)
- L. pyxinodes Meyrick, 1918
- L. querula Meyrick, 1910
- L. radamella Viette, 1968
- L. ranavaloella Viette, 1967
- L. randimella Viette, 1956
- L. raphidica Gozmany, 1978
- L. recurvata Meyrick, 1923
- L. responsa Meyrick, 1918
- L. rhabdostoma Diakonoff, 1954
- L. rhinoceros Diakonoff, 1954
- L. rotundata Gozmany, 1978
- L. rusticana Meyrick, 1918
- L. sceptrarcha Meyrick, 1920
- L. schoutedeniella Ghesquière, 1940
- L. semirupta Meyrick, 1910
- L. semnodora Meyrick, 1933
- L. sextacta Diakonoff, 1954
- L. sigillata Gozmany, 1978
- L. signifera (Felder, 1875)
- L. sikkimella (Caradja, 1920)
- L. sinuosa Meyrick, 1910
- L. sobria (Meyrick, 1904)
- L. sophronopa Diakonoff, 1967
- L. spinigera Diakonoff, 1954
- L. squalida Gozmany, 1978
- L. squamifera Meyrick, 1929
- L. staurophora Meyrick, 1931
- L. stelophanes Meyrick, 1938
- L. stomobapta Meyrick, 1929
- L. storestis (Meyrick, 1911)
- L. strangalistis (Meyrick, 1911)
- L. strenua Diakonoff, 1967
- L. strepsicrena Meyrick, 1931
- L. strigosa Durrant, 1915
- L. sublunata Diakonoff, 1954
- L. submersa Diakonoff, 1954
- L. subservitella (Walker, 1864)
- L. symtomatica Meyrick, 1931
- L. syntropha Meyrick, 1918
- L. syriella Gozmany, 1978
- L. telosperma Diakonoff, 1967
- L. terrigena (Meyrick, 1904)
- L. theconoma Meyrick, 1926
- L. thioclora Meyrick, 1931
- L. timioceros Meyrick, 1938
- L. tricholoba Gozmany, 1978
- Lecithocera tridentata Wu & Liu, 1993
- L. trifera Meyrick, 1938
- L. trigonopis (Meyrick, 1907)
- L. tylobathra Meyrick, 1931
- L. umbripennis (Walsingham, 1885)
- L. vartiani Gozmany, 1978
- L. xanthocosma Meyrick, 1923
- L. xanthophaea Meyrick, 1926